# Pokrovske, Snihurivka
Pokrovske (în ucraineană Покровське) este un sat în comuna Cervona Dolîna din raionul Snihurivka, regiunea Mîkolaiiv, Ucraina.

## Demografie
Componența lingvistică a localității Pokrovske
     Ucraineană (94,74%)
     Rusă (3,16%)
     Română (2,11%)
Conform recensământului din 2001, majoritatea populației localității Pokrovske era vorbitoare de ucraineană (94,74%), existând în minoritate și vorbitori de rusă (3,16%) și română (2,11%).